# 愛媛県道193号森松重信線

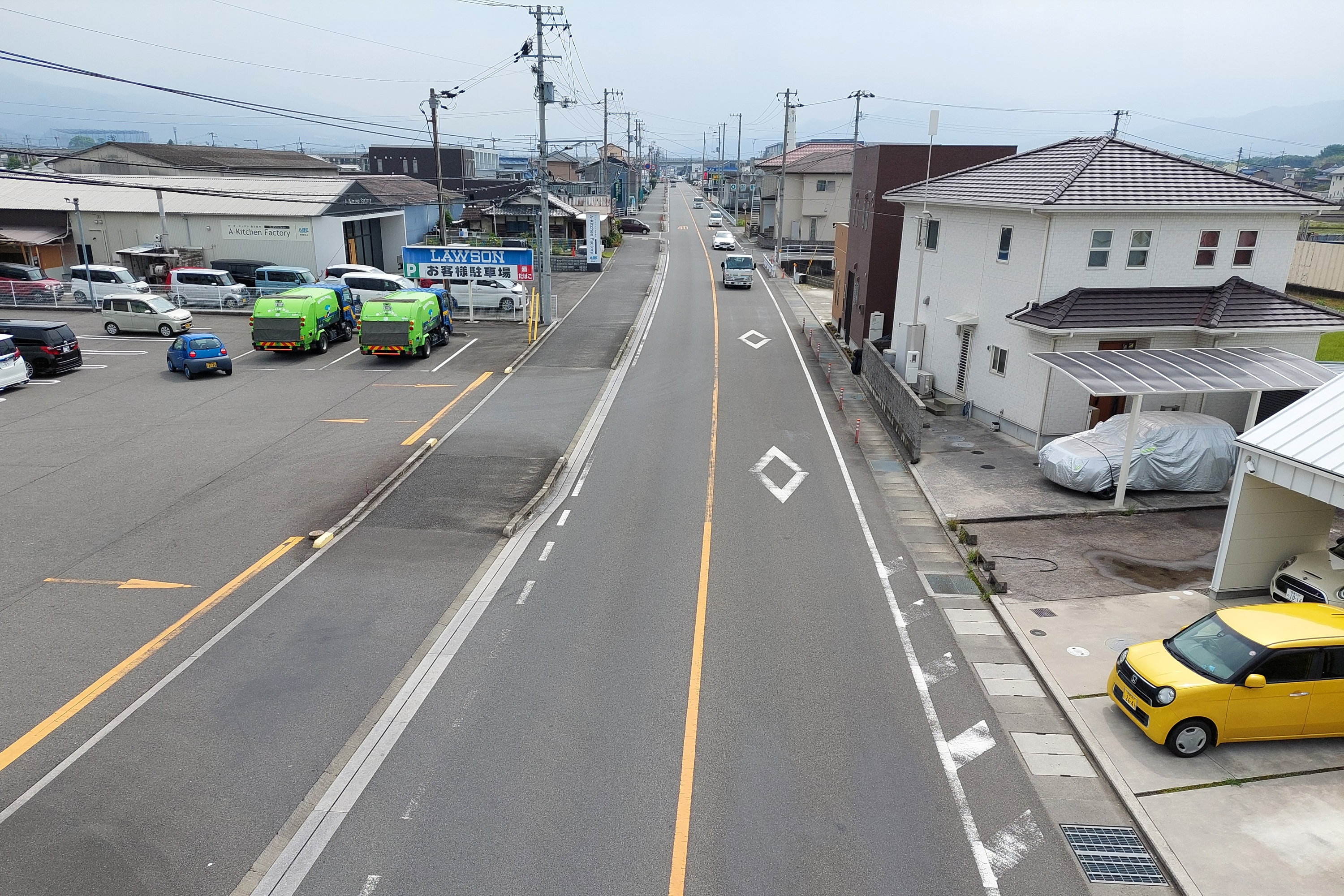
県道193号（松山市森松町）

愛媛県道193号森松重信線（えひめけんどう193ごう もりまつしげのぶせん）は、愛媛県松山市から東温市まで全線をほぼ東西に延びる一般県道である。

## 概要

### 路線データ
- 総延長 ：10.4 km
- 起点：松山市森松町（森松交差点、国道33号交点）
- 終点：東温市横河原（横河原交差点、愛媛県道152号寺尾重信線終点、愛媛県道334号松山川内線交点）

## 歴史
- 1958年（昭和33年）6月27日 - 愛媛県告示第566号により、本路線を整理番号88番として県道に認定される[1]。
- 1972年（昭和47年）3月16日 - 愛媛県が愛媛県道193号森松重信線として認定。
- 1982年（昭和57年）3月29日 - 砥部道路バイパス区間暫定供用[2]に伴い、松山市森松（森松交差点）～砥部町宮内（宮内交差点）間の国道33号指定区間が変更され、国道33号との重複区間が解消される。

## 地理

### 通過する自治体
- 松山市
- 東温市

### 交差する道路
- 国道33号
- 国道379号（国道33号との重複区間）
- 国道440号（国道33号との重複区間）
- 愛媛県道40号松山東部環状線
- 愛媛県道152号寺尾重信線
- 愛媛県道194号久谷森松停車場線
- 愛媛県道209号美川松山線
- 愛媛県道334号松山川内線

### 重複区間
- 愛媛県道194号久谷森松停車場線（松山市森松町～松山市森松町）
- 愛媛県道209号美川松山線（東温市牛渕～東温市田窪）

### 沿線
- 伊予鉄バス 森松営業所
- 松山南警察署
  - 浮穴駐在所
  - 重信交番
- 郵便局
  - 松山南郵便局
  - 重信郵便局
- 東温市立南吉井小学校
- 東温市役所
- 伊予鉄道横河原線
  - 田窪駅
  - 見奈良駅
- 松山刑務所
- レスパスシティ
  - 坊っちゃん劇場
- 重信川
- 愛媛県立みなら特別支援学校
- 国立病院機構愛媛医療センター

### 伊予鉄道森松線
本路線のうち、起点（森松交差点）～愛媛県道194号久谷森松停車場線交点（かつての国道33号重複区間）までは、伊予鉄道森松線として道路との並行運用がなされていた。しかし、1965年（昭和40年）12月1日の路線廃止に伴い、森松線の終点駅であった森松駅は伊予鉄バス森松営業所と姿を変え、供用予定であった砥部町方面へは現在も重信川に架かる重信橋は道路橋梁ではなく、鉄道橋梁として形を残している。

### 国道11号交点
国道11号の新横河原橋交差点の案内標識に本路線の表記が見られるが実際には交差しておらず、当該道路は愛媛県道152号寺尾重信線である。本路線は新横河原橋交差点より1つ南側にある横河原交差点を終点とする。横河原交差点の案内標識に南は本路線、北は152号の表記が見られるがこちらが正式である。